# 千なり
- 両口屋是清 > 千なり

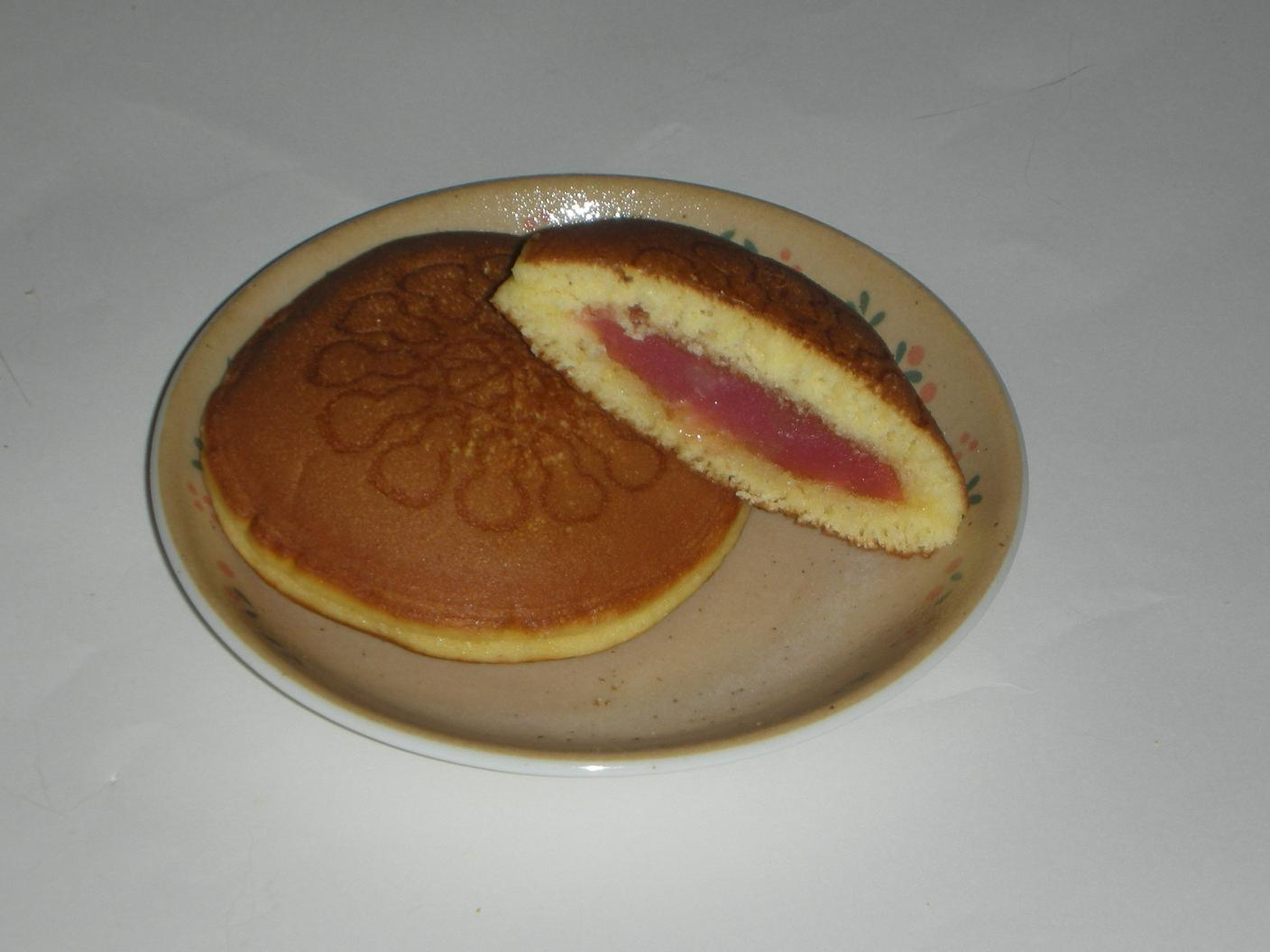
千なり（切断されているのは紅あん）

千なり（せんなり）は、愛知県名古屋市中区に本社・本店を置く株式会社両口屋是清が製造・販売している和菓子。1935年頃に発売。

## 概要
11代目の主人大島清治が、長崎県にある菓子店文明堂がヒットさせたどら焼き『三笠山』に触発され、編み出したものである。『三笠山』と違うのは、表面に焼印を入れた点である（焼印に関しては後述）。
基本的にどら焼きの一種であり、小さめのパンケーキ風の生地2枚に、大納言小豆をベースにしたあんこを挟み込んだ和菓子。商品名の通り、生地には環状に集められた豊臣秀吉の馬印である千成瓢箪の焼印が描かれている。
種類として小豆粒あん、抹茶あん、林檎あんの3種が存在する（過去には「白あん」「紅あん」も存在したが、現在は発売されていない）。名鉄百貨店が名古屋駅前に開業するのに併せ、1954年から機械による量産化を実現している。

## 雑記
- 大須ういろ、青柳ういろう等と並ぶ名古屋みやげの定番商品であり、名古屋駅など名古屋周辺の駅構内の売店でも販売されている。
- 1977年頃、阿久悠作詞、三木たかし作曲、天地総子歌唱による当製品のCMソングが作られ、在名民放局のスポットCMで頻繁に放映されていた時期もあったが、近年ではラジオ局のCMで僅かに使用される程度である。
- フジテレビ『とんねるずのみなさんのおかげでした』の新・食わず嫌い王決定戦に当時中日ドラゴンズ監督であった落合博満が出演した際、「お土産」として当製品を持参している。
- 発売当初千なりという名前ではなく、千なりに付いている焼き印は菊の紋だった。しかし、皇室の紋様である16枚の菊の紋様にならないように配慮したにもかかわらず、憲兵に呼び出され、不敬であることを理由に菊の紋の使用を禁止されることになった。清治が思い悩んだ末に、菊の紋様をなぞってできたのが、千成瓢箪の模様であった。この模様に変えてから千なりを名乗っている。なお、菊の模様の頃の写真や図柄は残っておらず、両口屋是清の社史にも記載されていない[1]。
- 一時は全製品の4割を売り上げるほどの主力商品でもあった[1]。